# Den Dotter
Den Dotter (In het dialect ook wel de "Koesjbroeken" genoemd) is een 13 hectare groot natuurgebied in de omgeving van Aaigem (Erpe-Mere) en Heldergem (Haaltert) in de Oost-Vlaamse Denderstreek. Het is een drassig, bijna onbewoond gebied, met centraal gelegen de Molenbeek-Ter Erpenbeek, zo genoemd om de talrijke watermolens (Gotegemmolen aan de Gotegemberg, Ratmolen, Engelsmolen) die er destijds actief op waren. Het gebied bestaat uit alluviaal essen-olmenbos, alluviaal elzenbos, rietland, graslanden met grote zegge en dotterbloem en wilgenstruweel. Ook het Blauwbos in Mere maakt deel uit van het reservaat. Het gebied wordt beheerd door Natuurpunt

## Fauna en flora
In het reservaat leeft grote gele kwikstaart, bosuil, wielewaal, ijsvogel, boomvalk, wezel, hermelijn, bunzing, eikelmuis. In Den Dotter komen 320 soorten planten voor, waaronder dotterbloem, eenbes, pinksterbloem, slanke sleutelbloem, echte valeriaan, moerasspirea. Het beheer houdt zich hoofdzakelijk bezig met het rooien en herplanten van bomen, zorgen voor een goede afwatering en het maaien van graslanden met de alom aanwezige dotterbloem. In het Blauwbos (een elzenbroekbos) groeit pluimzegge en komt zeggenkorfslak voor.

## Natuurbeleving
Den Dotter wordt doorkruist door verscheidene wandel- en fietsroutes, waaronder de bewegwijzerde fietsroute Molenbeekroute, het wandelnetwerk Dendervallei noord en de bewegwijzerde wandelroute Den Dotter (met start aan de kerk van Aaigem) en de geel, blauw en rood bewegwijzerde Natuurpunt-wandelroutes.

## Afbeeldingen

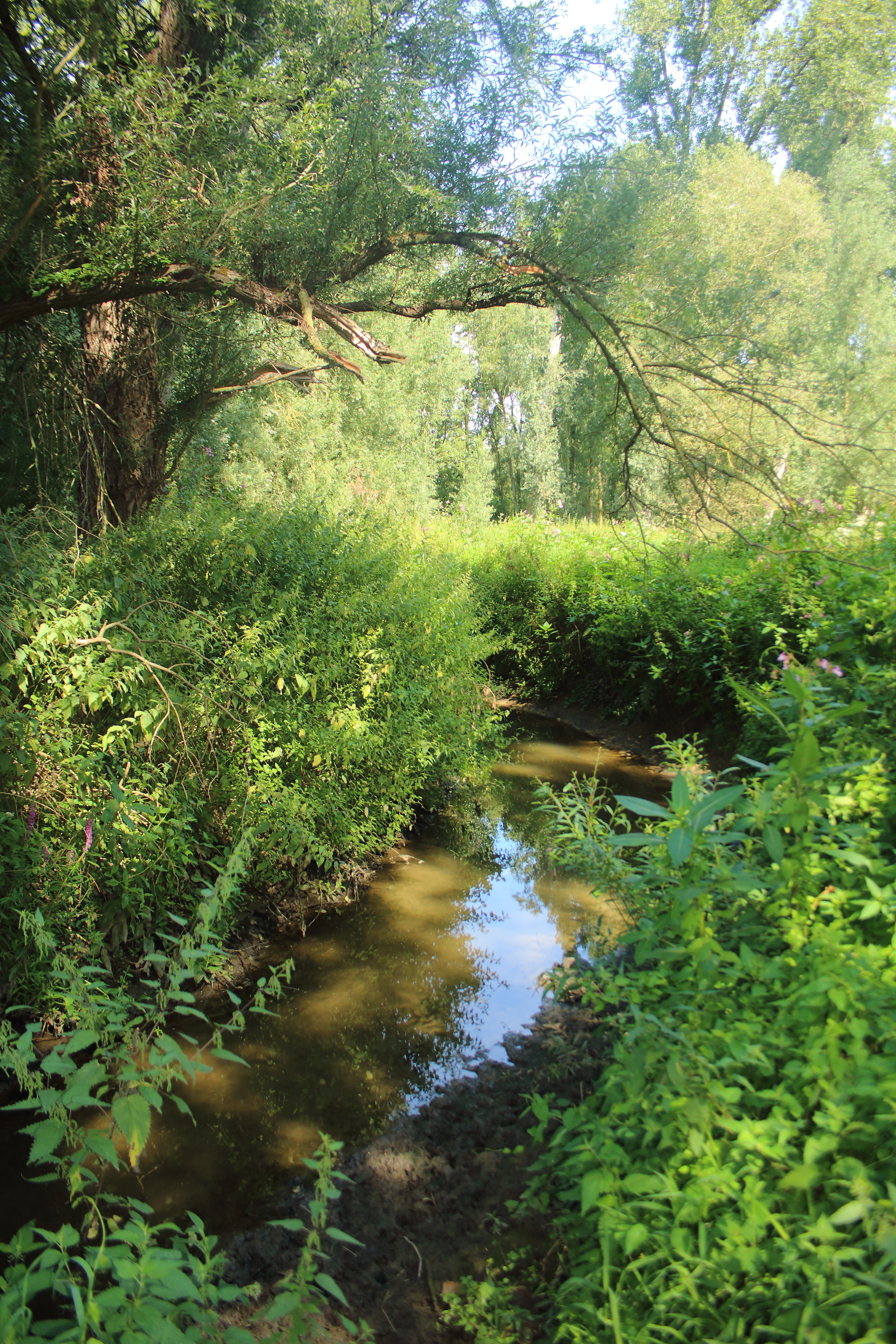
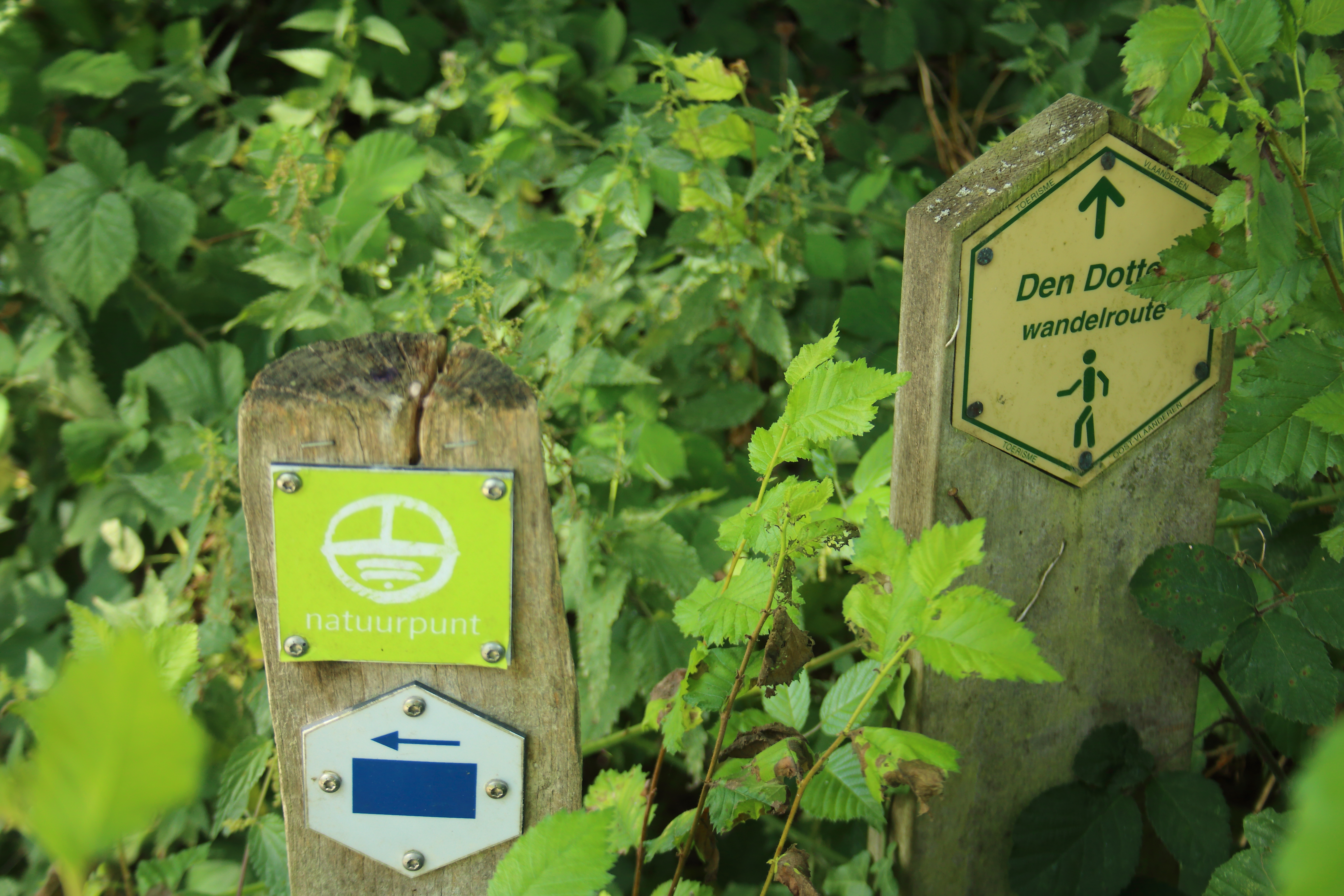
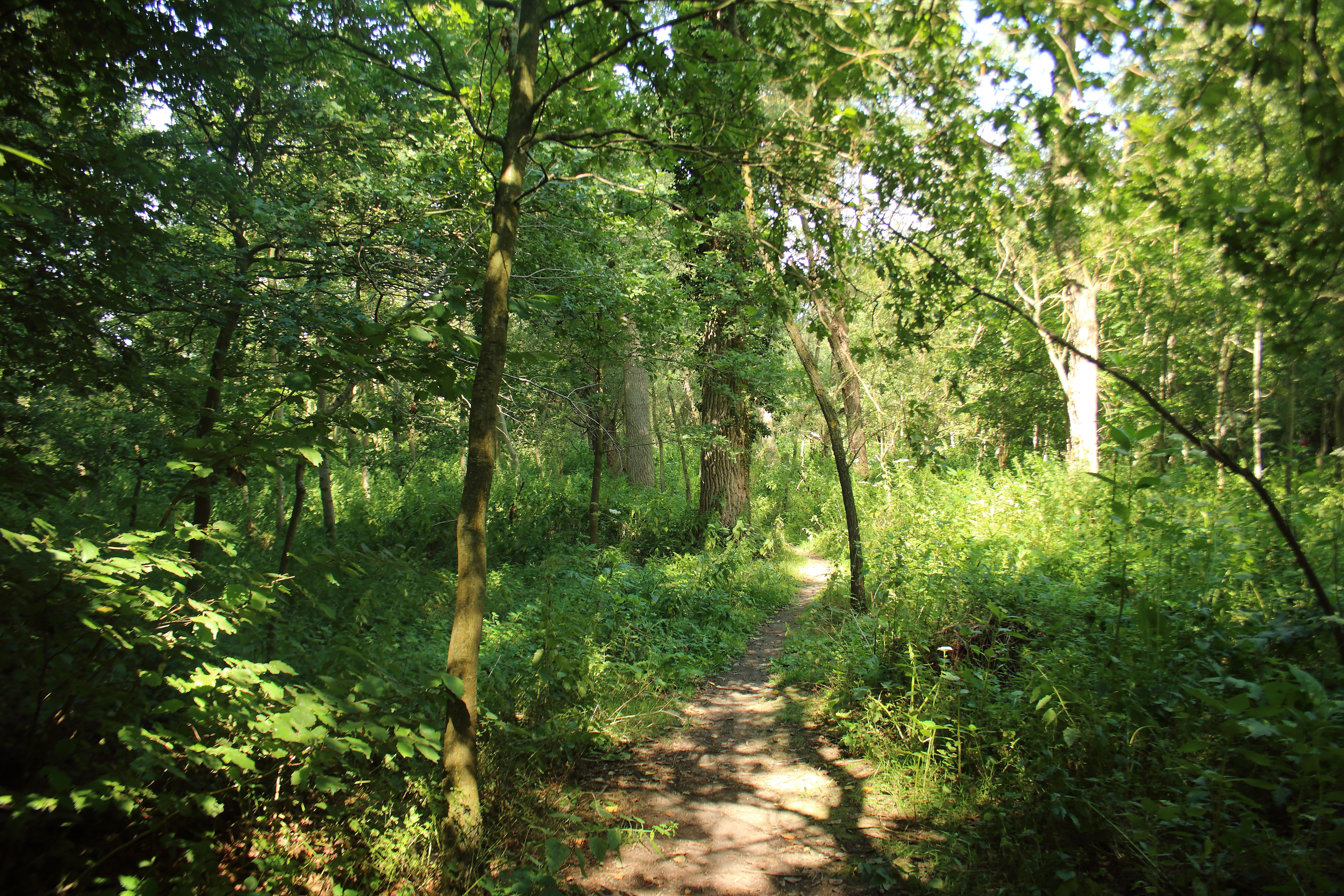
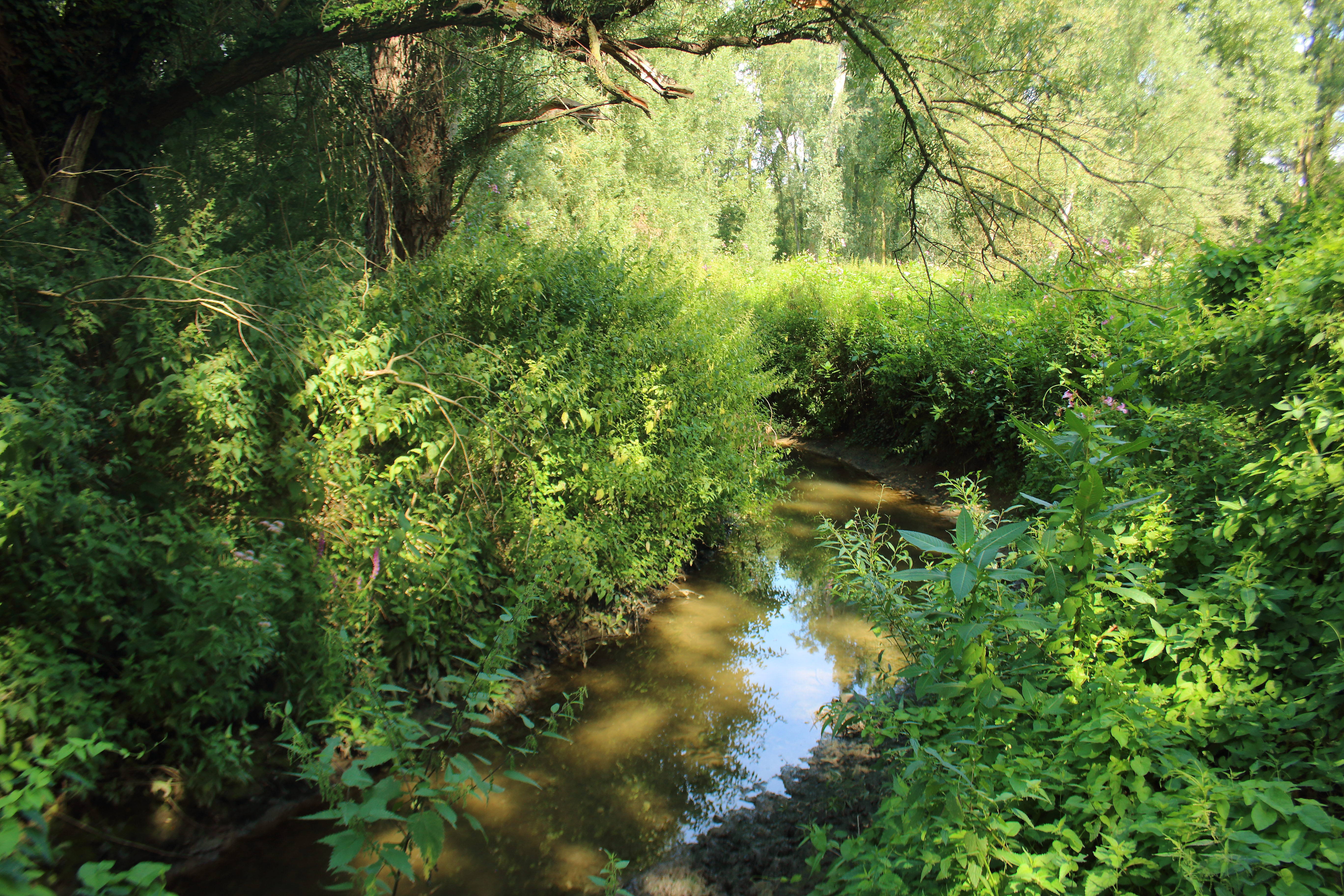
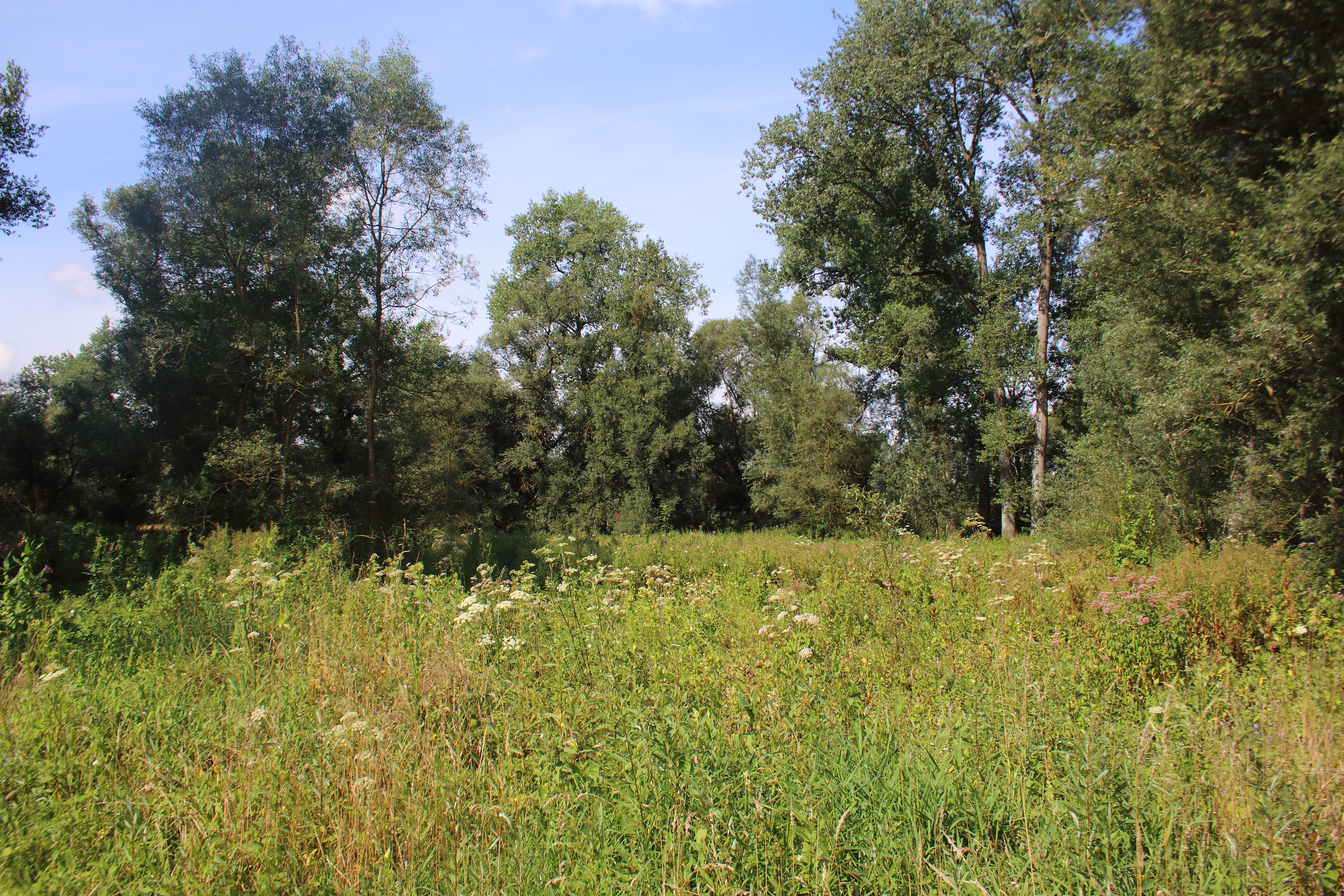